# Skratjie
Een skratjie is een Surinaams slaginstrument.
Het bestaat uit een grote trom met daar bovenop een klein bekken. De trom wordt met een stok bespeeld en het bekken met een ander bekken. De trom staat op een standaard of wordt op de buik gedragen.
De skratjie werd oorspronkelijk in de bigi-poku en kaseko gebruikt en later meestal vervangen door een drumstel. De kawinagroep van NAKS is het instrument blijven gebruiken en na de Surinaamse onafhankelijkheid van 1975 herleefde de interesse voor de skratjie bij meer artiesten.